# Romanización del árabe

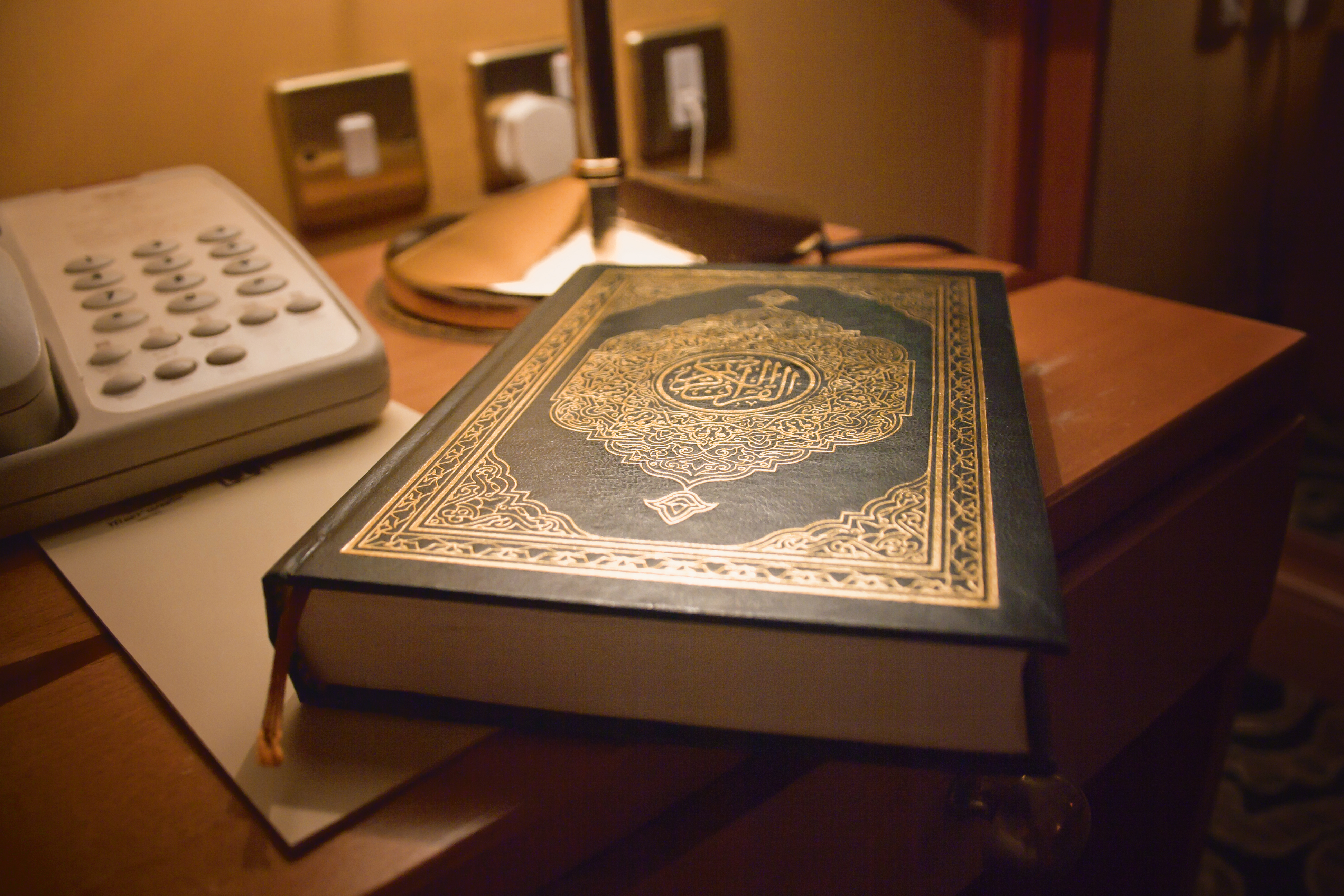
El Corán es el libro sagrado de los musulmanes y está en árabe. La palabra القرآن, se puede traducir como la recitación. Su transliteración es ', y se transcribe como Corán, y con menor frecuencia como Qurán, Korán y con el arabismo Alcorán.

La romanización del árabe es la representación de textos escritos y orales en árabe utilizando el alfabeto latino. El árabe romanizado es útil para muchos propósitos, como expresar nombres o lugares geográficos que proceden del árabe. Existen diferentes sistemas normalizados, a menudo hacen uso de signos diacríticos y caracteres no habituales latinos para intentar aproximarse al árabe, aunque son habituales los sistemas que usan un alfabeto estándar latino para dirigirse con facilidad a un público más amplio y no especializado como los utilizados en los medios de comunicación.  
En general los métodos se suelen centrar en la lengua árabe aunque hay partes que se pueden aplicar a otros idiomas como el pastún o el persa, pero no suelen ser extrapolables.  
En español existen muchas palabras de origen árabe, arabismos, que se han romanizado tras la conquista musulmana de la península ibérica como acequia, jinete, alcantarilla o albornoz. Métodos como el descrito por la fundación Fundéu recomiendan utilizar esta tradición arraigada en la lengua española que conserva el uso corriente de gran cantidad de palabras de origen árabe. Por ejemplo, la palabra الياسمين  transcrita podría ser al yasmin pero si se respeta la tradición sería, el jazmín.

## Problemas al romanizar el árabe
La diversidad de sistemas y métodos se debe a los problemas inherentes al romanizar el árabe, ya que este no es una lengua uniforme. Hay tres variantes principales, en ocasiones con diferencias notables de pronunciación, un árabe dialectal, un árabe estándar y un árabe clásico. El árabe dialectal tiene diferencias notables con el árabe clásico, de tal modo que con frecuencia no resulta inteligible el árabe clásico para un hablante únicamente de árabe dialectal. En los medios de comunicación se utiliza una versión de gramática simplificada que se suele llamar lengua de la prensa. Esto hace que el árabe, en sus diferentes versiones, varíen en acentos, vocabulario, reglas gramaticales y además por su extensión, tengan influencias de otros idiomas. Esta característica del árabe, la dualidad lingüística, se le denomina diglosia o multiglosia. Así, el nombre asociado a la pirámide puede ser pronunciada como Guiza en un dialecto egipcio, y Yiza en árabe estándar o en otro árabe local.
En líneas generales, en el árabe se escribe de derecha a izquierda y normalmente se omiten vocales y signos diacríticos en el lenguaje escrito, lo que dificulta conseguir una romanización simple. En el árabe, existen sonidos o fonemas que no tienen equivalente en otros idiomas como el español. Así es el caso con el sonido gutural de la letra ع o el sonido sibilante de la letra ز. Además, en cada país con diferentes idiomas, utilizan uno o varios sistemas de romanización y de transcribir los fonemas árabes.
El árabe tiene, por ejemplo, cuatro tipos de d y tres tipos de j que, siendo fonemas distintos, pueden resultar idénticos al oído de un hispanohablante monolingüe. Además, es frecuente encontrarse una palabra escrita en árabe -que se lee de una manera determinada- tiene diferentes pronunciaciones en el lenguaje hablado dependiendo del contexto. A diferencia del español, hay dos tipos de vocales, breves (similares fonéticamente a las del español), y largas, con sonido más prolongados como si llevaran acento. En árabe existen solo tres vocales que equivaldrían en el alfabeto latino a las letras a, i, u. De esta manera, algunas veces dependiendo de la vecindad de determinados sonidos, la a y la i pueden sonar casi como e, y la u puede parecer una o. Por ejemplo con el nombre propio árabe de محمد,  transliterado AFI: /mʊˈħæmmæd/, habitualmente se transcribe como Muhammad, o como frecuentemente como Moham(m)ed, Moha(m)mad.

## Método
Los distintos métodos de romanización, representar un idioma con la grafía de otro idioma, se basan en:  transliterar, representar la lengua escrita extranjera con el alfabeto estándar latino, y transcribir, parte de la forma hablada y trata de imitar la pronunciación de la forma escrita de la lengua de destino. Por ejemplo, del idioma francés al español no se puede transliterar porque ambos comparten el mismo alfabeto. Ambas herramientas, la transliteración y la transcripción, junto con el proceso complejo de la traducción, son las herramientas para romanizar el árabe al español. 

### Transliteración
Si se pretende transliterar fielmente, es decir, representar de manera exacta cada fonema de la palabra en árabe de modo que al pronunciarla sea muy próxima o idéntica a su idioma original, uno de los sistemas más habituales es el Alfabeto Fonético Internacional (AFI). La principal característica es la reversibilidad, se puede reconstruir la palabra original en alfabeto árabe a partir de la palabra transliterada. Es importante en textos académicos complejos como en jurisprudencia islámica y de exégesis del Corán por la importancia de conservar el significado de la palabra que pueden ser confundidas con otras muy similares. Sin embargo, este alfabeto, habitual también en diccionarios, está pensado con fines didácticos o especializados debido a la complejidad de los signos que utiliza y no para un público general. Además del AFI, existen otros sistemas de transliterar donde por ejemplo, el término العربية الفصحى (árabe clásico), transliterado sería: al-'arabiíah al-fushaà, o según otro método, al-3rabiat ul-fus7aa.

### Transcripción
Transcribir a diferencia de transliterar, trata de escribir con un sistema la palabra árabe solo con el uso del alfabeto español con una pronunciación cercana a la original en árabe. A diferencia de la transliteración, no hay reversibilidad, y no se puede recuperar la palabra idéntica en árabe de una palabra transcrita, porque es una aproximación. La ventaja es que un hispanohablante podrá leerla y pronunciarla con facilidad, así que es útil para medios como la prensa escrita o la televisión y el lenguaje coloquial. Por ejemplo, en árabe القرآن (la recitación), AFI: /al-qurʕān/, se puede transliterar como el arabismo Alcorán, Qurán o Korán.

#### La influencia del inglés y francés
La transcripción es muy habitual y, debido a la influencia del imperio británico y francés durante el siglo XIX y primera mitad del siglo XX, es habitual ver transcripciones que provienen del idioma inglés o francés directamente. Es frecuente que unos países utilicen para romanizar el idioma según la fonética inglesa como Egipto, Sudán, países del Golfo Pérsico y de Oriente Próximo y otra según la fonética francesa, países del Magreb como Marruecos, Túnez o Argelia. La transcripción latina varía según se haga al español, inglés o a cualquier otro idioma  Esto sucede porque cada uno de los idiomas modernos que usan el alfabeto latino, da un valor fonético distinto a determinados caracteres propios, o a dígrafos o trígrafos, que los combinan. Así es normal encontrarse con que el mismo nombre en árabe en prensa, televisión o en mapas y libros, con diferentes grafías. Con el problema que, al utilizar la transcripción dirigida a los hablantes de otro idioma, la palabra está doblemente transcrita y por ello, lleva a confusión ya que a priori se desconoce. Por ejemplo, la transcripción del nombre en persa خمینی, transliterado como AFI: /xomeɪˈniː/ y transcrito como Jomeini, en vez del inglés Khomeini. 
Actualmente, muchas traducciones de textos en árabe al español utilizan transcripciones del inglés y en menor medida del francés, generalmente porque provienen de trabajos previos del árabe al inglés o francés. Por ello, existe una generalización o un uso muy habitual de latinizaciones o romanizaciones basadas en equivalencias fonéticas con el inglés. Y sin embargo, tampoco hay un único método unificado para transcribir palabras al inglés. El definido por la Biblioteca del Congreso de Estados Unidos es uno de los más usados.   
Como propuesta para los medios de comunicación hispanohablantes, y para evitar este problema, se publicó el libro Manual del español urgente por la fundación Fundéu. Con la participación de la Real Academia Española y por iniciativa anteriormente de la agencia EFE, establece un método en el apartado de Normas de transcripción para escribir personalidades, ciudades o como adoptar correctamente palabras transcritas en árabe del inglés o francés al español.

## Estándares y sistemas de romanización
| Letra árabe  | Código Unicode | AFI      | Transcripción Fundéu |
| ------------ | -------------- | -------- | -------------------- |
| ء            | 0621           | ʔ        |                      |
| ﺍ            | 0627           | a:       | a, nada              |
| ﺏ            | 0628           | b        | B                    |
| ﺕ            | 062A           | t        | T                    |
| ﺙ            | 062B           | θ        | z (t,s)              |
| ﺝ            | 062C           | d͡ʒ~ɡ~ʒ   | y-, -ch, -z (g)      |
| ﺡ            | 062D           | ħ        | h                    |
| ﺥ            | 062E           | x        | J                    |
| ﺩ            | 062F           | d        | D                    |
| ﺫ            | 0630           | ð        | d (s)                |
| ﺭ            | 0631           | r        | R                    |
| ﺯ            | 0632           | z        | Z                    |
| ﺱ            | 0633           | s        | S                    |
| ﺵ            | 0634           | ʃ        | Sh                   |
| ﺹ            | 0635           | sˤ       | S                    |
| ﺽ            | 0636           | dˤ       | d (s)                |
| ط            | 0637           | tˤ       | T                    |
| ظ            | 0638           | ðˤ~zˤ    | d (z)                |
| ع            | 0639           | ʕ        | (nada)               |
| غ            | 063A           | ɣ        | g, gu                |
| ﻑ            | 0641           | f        | F                    |
| ﻕ            | 0642           | q        | q, k (g, nada)       |
| ﻙ            | 0643           | k        | K                    |
| ﻝ            | 0644           | l        | L                    |
| ﻡ            | 0645           | m        | M                    |
| ﻥ            | 0646           | n        | N                    |
| ه            | 0647           | h        | H                    |
| ﻭ            | 0648           | w, uː    | -w. -u               |
| ي            | 064A           | j, iː    | -i, -y               |
| آي           | 0622           | ʔaː      |                      |
| ة            | 0629           | a, e, at |                      |
| ال           | 0621 0644      | (var.)   |                      |
| ى            | 0649           | aː       |                      |
| Vocalización |                |          |                      |
| ـَ            | 064E           | a        | a/e/é                |
| ـِ            | 0650           | i        | i/e/é                |
| ـُ            | 064F           | u        | ou/o/u               |
| ـَا           | 064E 0627      | aː       | a                    |
| ـِي           | 0650 064A      | iː       | i                    |
| ـُو           | 064F 0648      | uː       | u                    |
| ـَي           | 064E 064A      | aj       | ay/ai/ey/ei          |
| ـَو<          | 064E 0648      | aw       | aou                  |
| ـً            | 064B           | an       | an                   |
| ـٍ            | 064D           | in       | in/en                |
| ـٌ            | 064C           | un       | oun/on/oon/un        |

### Romanización del árabe al español
La Escuela de Estudios Árabes de Granada ha popularizado para los arabistas en trabajos académicos un sistema que se publicó en la revista de estudios árabes Al-Qantara. Sin embargo, no es el más utilizado para la prensa y medios de comunicación porque su sistema fonológico es muy especializado. Cada letra árabe tiene una equivalencia gráfica con el alfabeto latino, utilizando signos diacríticos no habituales en el español. Entre otras reglas, destaca por el uso de mayúsculas para los nombres propios, la supresión de la letra ء (hamza) al inicio de la palabra, el artículo al con un guion unido a la palabra que determina (sin hacer diferencia entre las consonantes solares o lunares) y la repetición de la letra para la geminación.
Hasta la llegada de Internet, los especialistas utilizaban tres sistemas de transliteración paralelos: el sistema de la Escuela de Arabistas Españoles, seguido mayoritariamente por las revistas especializadas que se publican en nuestro país, el de la Encyclopédie de l'Islam (del sistema francés) y el del Index Islamicus (sistema anglosajón).
A principios del siglo XXI, con la popularización de la informática, surgen diferentes propuestas para unificar los distintos métodos de romanización, como la propuesta de Javier Bezos o la académica Mercedes del Amo.
El libro, Manual de Español Urgente, en el capítulo titulado “Sobre transcripción”, incluye un cuadro en el que se propone una transcripción simplificada del árabe al español para la prensa y los medios de comunicación, donde además aparecen transcripciones francesa e inglesa para facilitar la corrección de transcripciones en estos idiomas. Tiene un apartado "Sobre topónimos", se incluyen listas con la manera incorrecta y correcta recomendada para escribir topónimos.  También hay otro capítulo, "Lista de gobernantes", donde se transcriben nombres de jefes de Estado y primeros ministros. La guía de transcripción de Fundéu, es la publicación digital actualizada de la fundación Fundéu, donde se incluyen las recomendaciones para el árabe y otros idiomas.

#### Obras históricas con transcripción del árabe al español
Se estima que fue compuesto en el siglo XI el diccionario de latín y árabe llamado Glossarium Latino-Arabicum, un códice conservado en la Universidad de Leiden y recuperado a principios del siglo XX por el profesor Christian Friedrich Seybold. Entregada una copia a la Real Academia de la Historia en 1901, se menciona que posiblemente estuviera escrito por un judío converso (un cristiano nuevo), en un latín con importante presencia de hispanismos, es decir de palabras latinas que empezaban a formar el castellano, en un carácter calificado de longobárdico  y de escritura visigótica o española.

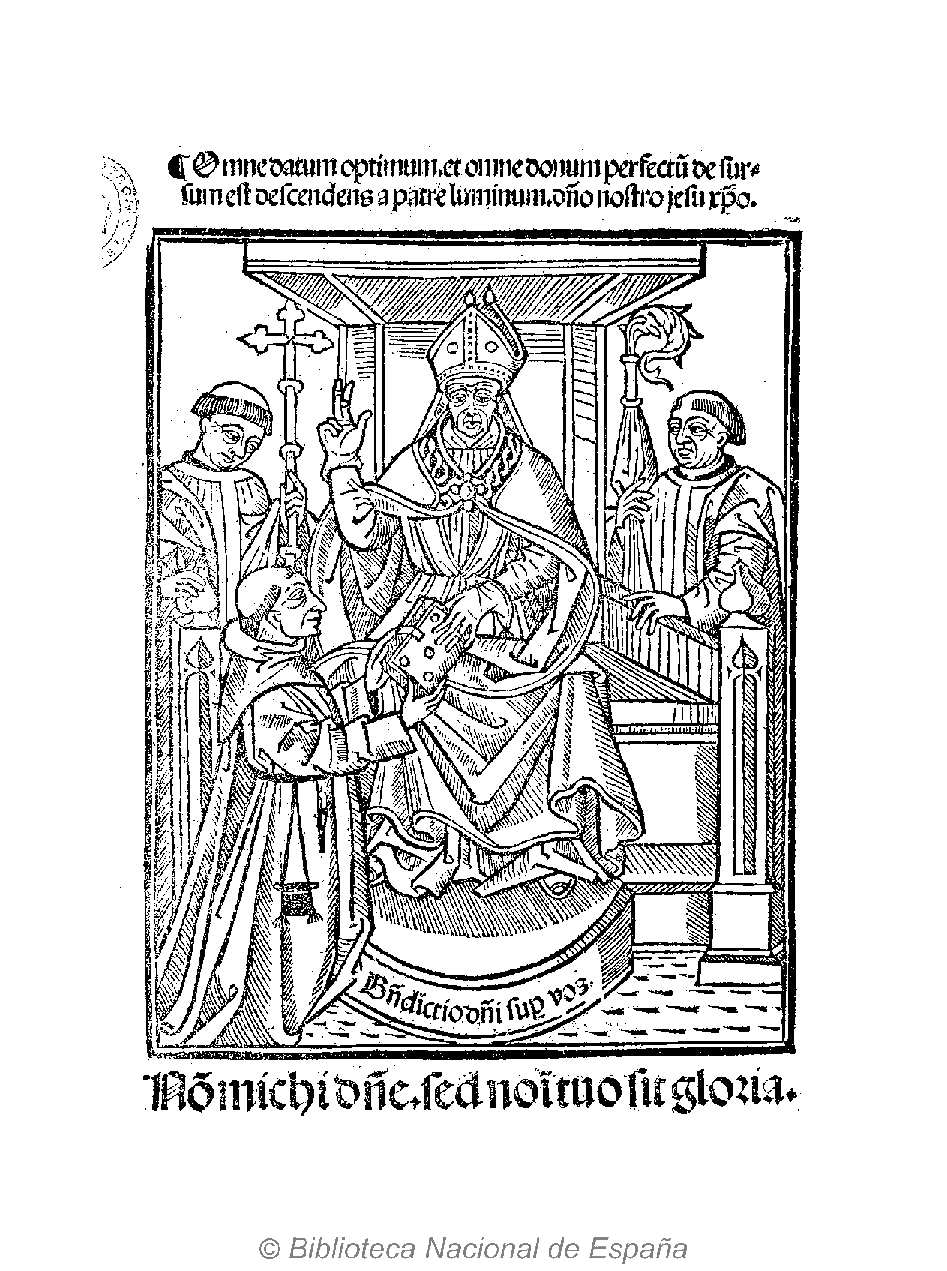
Fray Pedro de Alcalá entregando un ejemplar de su obra al arzobispo de Granada, fray Hernando de Talavera. Grabado xilográfico al verso de la portada del Vocabulista aravigo en letra castellana, Granada, 1505 (Biblioteca Nacional de España, R/2158).

En 1505 se imprime en Granada la obra Arte para ligeramente saber la lengua arábiga del religioso Pedro de Alcalá. Es una de las obras más importantes donde se recoge el árabe andalusí. Se expone una introducción del árabe en castellano formado por la primera gramática del árabe traducida, un catecismo de la doctrina cristiana, seguido del primer diccionario bilingüe árabe-español-árabe titulado Vocabulista arábigo en letra castellana inspirado en el diccionario latino-español de Antonio de Nebrija. Doce años antes había terminado la conquista del reino nazarí de Granada.
El franciscano Francisco Cañes, publicó un diccionario en 1787 y en 1775 una gramática arabigo-española vulgar y literal.
En la obra de 1874, Estudio sobre el valor de las letras arábigas en el alfabeto castellano, el autor propone una transcripción simple y sin signos extraños al hispanohablante. En el prólogo, el arabista Leopoldo Eguílaz Yanguas cita la obra de 1857 del también arabista Manuel Malo de Molina de El Cid. Rodrigo el campeador: Estudio histórico fundado en las noticias que sobre este héroe facilitan las crónicas y memorias árabes sobre el caballero medieval hispano-árabe de Rodrigo Díaz de Vivar. En dicha obra, según traslada Leopoldo Eguílaz, el autor se lamenta de la anarquía en la lectura y transcripción de los nombres arábigos al castellano, donde en la misma obra y capítulo a veces usaban diferentes pronunciaciones.
En 1906, ante el reparto de África por parte de las potencias occidentales, tiene lugar la Conferencia de Algeciras tras la que España y Francia pactan repartirse el derecho de ocupar Marruecos en 1912. De esta forma, un año después comienza el protectorado español de Marruecos, y esto va a suponer la necesidad de crear unas reglas estandarizadas para adecuar el árabe al español de manera clara y simple para poder ser empleada en documentos o mapas por los militares y empleados del gobierno de España. Se analiza letra por letra intentando aproximarse al español, explicando detalladamente los problemas de pronunciación. 
En 1928 se publica Notas sobre transcripción de palabras árabes en la ciudad de Tetuán.  En 1943, el protectorado publica el documento Normas de transcripción.

### Romanización del árabe al inglés o francés
Estas romanizaciones, adoptadas para los angloparlantes principalmente desde mediados del siglo XX, no sirven correctamente para adaptar el árabe al español,

#### Mezcla dedigráfosydiacríticos
- BGN/PCGN de 1956, propuestas para romanizar y guías de pronunciación adoptadas por la Junta de Nombres Geográficos de los Estados Unidos (BGN) en 1946 y ratificada por la Comisión Permanente sobre Nombres Geográficos para el Uso Oficial Británico (PCGN) en 1956.[28]
- UNGEGN de 1972. La Organización de las Naciones Unidas (ONU) debido al volumen de información que tiene que traducir del árabe, presentó también un método para que los miembros de los diferentes países tengan un sistema unificado de notación que pueda ser entendido por todos. El Grupo de Expertos de las Naciones Unidas en Nombres Geográficos (UNGEGN), adaptó el acuerdo BGN/PCGN y en la segunda conferencia de 1972 en Beirut, la comisión ratificó el sistema a seguir.[29] Se han ido sucediendo distintas actualizaciones o revisiones, la última se publicó tras la resolución XI/3 del año 2017. Los países[30]
- SATTS (Standard Arabic Technical Transliteration System), o sistema de transliteración técnica del árabe estándar, es el método que usa el Ejército de los Estados Unidos para transcribir el alfabeto árabe con letras del alfabeto latino.
- ISO R 233 de 1961 y su actualización en vigor al ISO 233 de 1984,[31][32] ambos de la Organización Internacional de Normalización (ISO).

## Ejemplos comparativos
Frase romanizada en diferentes sistemas del árabe estándar moderno:
| Árabe                                         | أمجد كان له قصر            | إلى المملكة المغربية               |
| Árabe con diacríticos (normalmente se omiten) | أَمْجَد كَانَ لَهُ قَصْر            | إِلَى الْمَمْلَكَة الْمَغْرِبِيَّة               |
| AFI                                           | /ʔamdʒad kaːna lahu qasˤr/ | /ʔila l.mamlaka l.maɣribij.ja/     |
| UNGEGN                                        | Amjad kāna lahu qaşr       | Ilá al-mamlakah al-maghribiyyah    |
| ISO 233                                       | ʾˈamǧad kāna lahu qaṣr     | ʾˈilaỳ ʾˈalmamlakaẗ ʾˈalmaġribiȳaẗ |
| ArabTeX                                       | am^gad kAna lahu qa.sr     | il_A almamlakaT alma.gribiyyaT     |
| Fundéu                                        | Amyad kana lahu qasr       | Ila almamlakah almagribiyah        |
| En español                                    | Amyad tenía un palacio.    | Al Reino de Marruecos.             |